# ماكس هيكس
ماكس هيكس (بالإنجليزية: Max Hicks)‏ هو لاعب كرة قدم أمريكية أمريكي، ولد في 6 نوفمبر 1892، وتوفي في 12 نوفمبر 1944.